# Stor-Häbbiktjärnen
Stor-Häbbiktjärnen är en sjö i Skellefteå kommun i Västerbotten och ingår i Skellefteälvens huvudavrinningsområde. Sjön har en area på 0,0249 kvadratkilometer och ligger 223,9 meter över havet.

## Delavrinningsområde
Stor-Häbbiktjärnen ingår i det delavrinningsområde (720500-171324) som SMHI kallar för Utloppet av Gillervattnet. Medelhöjden är 231 meter över havet och ytan är 9,82 kvadratkilometer. Det finns inga avrinningsområden uppströms utan avrinningsområdet är högsta punkten. Brubäcken som avvattnar avrinningsområdet har biflödesordning 2, vilket innebär att vattnet flödar genom totalt 2 vattendrag innan det når havet efter 55 kilometer. Avrinningsområdet består mestadels av skog (80 procent). Avrinningsområdet har 1,23 kvadratkilometer vattenytor vilket ger det en sjöprocent på 12,5 procent. Bebyggelsen i området täcker en yta av 0,43 kvadratkilometer eller 4 procent av avrinningsområdet.